# Зборянська сільська рада
| Зборянська сільська рада — орган місцевого самоврядування у Калуському районі Івано-Франківської області з адміністративним центром у с. Збора.(до 2015 року) Водоймища на території, підпорядкованій даній раді: річка Зелена. Кількість населення становить 1 785 осіб. Кількість дворів — 535. Сільській раді підпорядковані населені пункти: - с. Збора - с. Кулинка |

## Склад ради
Рада складається з 16 депутатів та голови.

### Депутатський склад (VI-го скликання)
Загальний склад ради: 16 осіб. Серед них:
- Всеукраїнське об'єднання «Батьківщина» — 4 представника;
- Громадянська позиція — 2 представника;
- Українська Народна Партія — 1 представник;
- Партія регіонів — 1 представник;
- Безпартійних — 8 осіб.

Голова сільської ради — Лущ Іван Дмитрович;
Секретар — Которинська Ольга Петрівна.

### Керівний склад ради
| ПІБ                    | Основні відомості                                                       | Дата обрання | Дата звільнення |
| ---------------------- | ----------------------------------------------------------------------- | ------------ | --------------- |
| Перець Іван Михайлович | Сільський голова, 1954 року народження, освіта, безпартійний            | 26.03.2006   | 31.10.2010      |
| Лущ Іван Дмитрович     | Сільський голова, 1984 року народження, освіта:повна вища, безпартійний | 31.10.2010   |                 |

Примітка: таблиця складена за даними джерела

## Заклади
- сільська рада села Збора та Кулинка;
- народний дім села Збора;
- народний дім села Кулинка;
- фельдшерсько-акушерський пункт села Збора;
- фельдшерсько-акушерський пункт села Кулинка;
- загальноосвітня школа села Збора на 250 місць.

## Основні проблеми
Серед основних проблем сільської ради:
- відсутність шкільного автобусу для 40 дітей з села Кулинка — ВИРІШЕНО! (І.ЛУЩ). У 2014 році шкільний автобус було передано на потреби АТО. Школярі зі с.Кулинка продовжують приїжджати до Зборянського НВК рейсовим автобусом: Калуш-Кулинка.
- відсутність дошкільного навчального закладу — ВИРІШЕНО! (І.ЛУЩ)
- поганий стан доріг
- відсутність освітлення та перепади напруги — ЧАСТКОВО ВИРІШЕНО! (І.ЛУЩ)
- повені
- недобудований міст між Верхнею та Зборою — ВИРІШЕНО! (І.ЛУЩ)

## Ліквідація сільської ради
- Зборянська сільська рада ліквідована щляхом приєднання до Врехнянської ОТГ